# Moda Moldes
Moda Moldes é uma revista brasileira bimestral de moda atualmente publicada pela .
A revista vem com o mapa de modelagem (molde) para a leitora fazer em casa as peças apresentadas.

## Público-alvo
A revista é direcionada principalmente para mulheres com habilidades de costura ou adeptas do "faça você mesma", as quais desfrutam dos moldes, dicas e tendências do momento, e matérias exclusivas com modelos.

## Historia
Originalmente publicada pela Editora Globo, a Moda Moldes foi criada com o objetivo de satisfazer o público que lidava com modelagem de roupas que estavam na moda, tanto feminina quanto masculina. Os materiais utilizados para fazer os trabalhos manuais eram fáceis de encontrar, e de custo baixo. Com sucata, por exemplo, as leitoras podiam construir muitas coisas úteis e bonitas. Com tiragem de 229 mil exemplares, acompanhava gratuitamente outras revistas mais conhecidas e por ser uma revista pequena, não tinha muitas publicidades.
Hoje em dia, a Moda Moldes é publicada bimestralmente pela On Line editora, e já está em sua edição número 100. É encontrada em bancas de jornal em todo o Brasil, no formato digital pelas principais plataformas, e no site da própria editora.

## Encerramento e nova fase
No começo de 1998, a Editora Globo demitiu em torno de 250 funcionários das redações, principalmente das áreas de apoio. Alguns dos títulos atingidos pelo inesperado corte, além da própria Moda Moldes, foram Faça Fácil, Querida e Speak Up, esta última voltada para aperfeiçoamento da língua inglesa.
Em 2009 foi relançada pela On Line Editora.